# Bernhard Meyer
Bernhard Meyer (24 augustus 1767 – 1 januari 1836) was  een Duitse arts en natuuronderzoeker. 
Hij werd vooral bekend om drie verzamelwerken: de in 1799 gepubliceerde Oekonomisch-Technische Flora der Wetterau die hij samen Gottfried Gaertner (1754-1825) en Johannes Scherbius (1769-1813) schreef. Dit was een bron van veel eerste geldige beschrijvingen van planten,  Naturgeschichte der Vögel Deutschlands dat hij in 1805 samen met Johann Wolf publiceerde en  Taschenbuch der deutschen Vögelkunde (1810-1822).
In 1804 bezocht de Nederlandse natuuronderzoeker en oprichter van het Rijksmuseum van Natuurlijke Historie, Coenraad Jacob Temminck Bernhard Meyer en werkte daar een jaar onder zijn leiding.

## Bron
- Dit artikel of een eerdere versie ervan is een (gedeeltelijke) vertaling van het artikel Bernhard Meyer op de Engelstalige Wikipedia, dat onder de licentie Creative Commons Naamsvermelding/Gelijk delen valt. Zie de bewerkingsgeschiedenis aldaar.

- Author citation (botany): B.Mey.
- Gemeinsame Normdatei: 117555835
- International Standard Name Identifier: 0000 0001 1066 2137
- Nationale Bibliotheek van Tsjechië: mzk2009510526
- Nederlandse Thesaurus van Auteursnamen: 289331528
- Museum of New Zealand Te Papa Tongarewa: 51077
- Virtual International Authority File: 62329698
- WorldCat: E39PBJtRKcmCgPpbqcRKqypHG3